# Centre Cultural Metropolità Tecla Sala
El Centre Cultural Metropolità Tecla Sala (o simplement Centre Cultural Tecla Sala) és un centre cultural de l'Hospitalet de Llobregat, que acull el Centre d'Art, la Biblioteca Central, el TPK – Art i Pensament Contemporani, el Centre d'Estudis de l'Hospitalet (CEL'H) i la Fundació Arranz-Bravo. El centre té un espai de més de 2.000 m² per a fer-hi exposicions i una sala d'actes, amb un aforament per a vuitanta persones. Els espais exteriors són també escenari de diverses activitats culturals.

## Història
L'any 1821 es va començar l'aprofitament dels canals i els torrents de L'Hospitalet com a font energètica. El primer va ésser el molí fariner del Canal de la Infanta, que estava en ple funcionament l'any 1824. El 1856 es va instal·lar al Torrent Gornal el molí paperer d'Antoni Ferrer. El 1872, la família Basté va adquirir el molí i el solar del costat, i el 1882 hi va fer construir una fàbrica de filats i teixits, projectada per l'arquitecte Claudi Duran i Ventosa, i que va arribar a ser una de les més importants del país.
L'any 1913, Tecla Sala i Miralpeix va comprar la fàbrica. L'any 1917 disposava de 4.800 fusos de filar i 1.200 de retòrcer. El 1923 hi treballaven 322 homes i 271 dones. La fàbrica fou ampliada aviat i el nombre d'obrers vorejà els 700, que treballaven en dos torns i produïen 25.000 quilos de fil de cotó del 30. L'any 1930, ja hi havia 1.200 persones treballant-hi, amb majoria de dones. L'any 1936 es comptabilitzaren més de 17.000 fusos de filar i els de retòrcer arribaren a 3.200. Les activitats foren ampliades introduint el blanqueig i el tint. Com a empresària, també es va dedicar a millorar les condicions que tenien els treballadors i treballadores; per exemple, construí una infermeria, un economat, una escola bressol, dutxes i una escola amb biblioteca per alfabetitzar les treballadores. El 1937, amb les col·lectivitzacions agrícoles i industrials, va funcionar com a Casa de Maternitat fins que el 1939 va ser retornada als seus propietaris.
Amb la crisi del sector tèxtil, l'empresa va tancar el 1973, i el 1982, l'Ajuntament de l'Hospitalet va comprar la fàbrica per a convertir-la en equipament cultural amb el nom de Tecla Sala, en record de l'antiga propietària.

## Edifici
El conjunt està catalogat com a bé cultural d'interès local i està format per diversos edificis de diferents èpoques. El més antic és el molí paperer, però ha sofert moltes modificacions. Consta de dues plantes i les façanes nord i sud han estat tapades per altres construccions. A l'interior, l'escala que porta de la planta baixa a la superior és de pedra i els esglaons tenen la meitat dreta a una alçada diferent de l'esquerra, alternant-se un esglaó amb l'altre. El pis superior és una gran estança amb sostre de bigues i travessers de fusta i amb columnes de ferro; grans finestrals donen llum a l'estança. Annex al molí hi ha un edifici d'habitatges.
L'edifici principal està format per tres grans naus de molta llargària, i la central més ample i alta que les laterals. La teulada és a doble vessant, amb el carener paral·lel a la façana principal, i l'estructura de l'encavallada de ferro. La façana és de maó vist i està dividida en tres pisos. Hi ha una gran quantitat de finestres disposades de forma regular; les de la planta baixa i el primer pis són molt allargades i les de les golfes quadrangulars però totes són d'arc rebaixat amb una motllura de maó a la part superior.
Separant els diferents nivells hi ha una fina motllura decorada amb un dentellat. Hi ha dos cossos avançats, un a la dreta amb coberta plana i l'altre, en una posició més central, amb coberta a doble vessant. En aquest últim cos les finestres trenquen la composició en horitzontal i estan disposades en diagonal seguint l'escala que hi ha a l'interior.
L'interior té columnes de ferro colat i el sostre és de volta catalana amb tirants de ferro. Un pont metàl·lic comunica l'edifici del molí amb el principal.
També es conserva la xemeneia, situada al costat de la sala de la màquina de vapor. Hi ha un edifici aïllat, d'estil modernista, que segurament es va construir quan Tecla Sala va adquirir la fàbrica i, potser, era la seva residència.
A la façana principal hi ha dos cossos i un d'ells és més alt i està més avançat que l'altre. La llinda i els brancals de les obertures estan emmarcades per relleus florals, igual que sota l'ampit. El coronament, que és esglaonat, està decorat amb un cap de dona amb els cabells embolicats amb flors. Sota la cornisa, entre les mènsules que tenen forma esglaonada, hi ha una franja decorada amb esgrafiats i allà també es troben els respiralls tapats amb relleus calats. Els vidres de la part superior estan gravats amb àcid.

## Entitats
- El Centre d'Art Tecla Sala[6] és un espai promotor i difusor de les arts visuals, a través d'una programació contemporània i del compromís amb el territori. Forma part de la Xarxa de Centres d'Arts Visuals de Catalunya,[7] de la Generalitat de Catalunya, juntament amb el Bòlit, centre d'art contemporani de Girona; l'ACVic, Centre d'Arts Contemporànies a Vic; el Centre d'Art la Panera de Lleida; Can Xalant,[8] centre de creació i pensament contemporani de Mataró; CATarragona, el Centre d'Art de Tarragona; Lo Pati | Centre d'Art - Terres de l'Ebre a Amposta; i el Canòdrom i el Centre d'Art Contemporani de Barcelona.[9] Entre 1996 i 2002, Victòria Combalia portà la direcció artística.[10] Entre les exposicions que s'han pogut veure en aquest centre destaquen les de Frederic Amat (1996), Henri Michaux (1998), Dora Maar (2002), Antoni Tàpies (2003), Albert Ràfols-Casamada (2003-2004), Eduardo Chillida (2007),[11] Chema Madoz (2008),[12] José Ramón Anda (2008)[13] i Antoni Llena (2011), Gervasio Sánchez (2015), etc.

- La Biblioteca Tecla Sala, inaugurada el desembre de l'any 2000, és la central de L'Hospitalet i, doncs, coordina i dona suport a la resta de biblioteques de la ciutat. A més a més de les activitats que programa trimestralment per a totes les edats i amb diferents interessos (clubs de lectura, recitals, conferències, exposicions, concursos, etc-), disposa de diversos fons especials, i anima i promou específicament les activitats entorn del còmic, els grups de lectura en veu alta i els autors locals.[14]

- TPK - Art i Pensament Contemporani,[15] originat el 1977 en el Taller de Pubilla Casas' té la seu en aquest recinte des del 1992. En l'actualitat la seva activitat s'articula entorn d'aquestes línies d'actuació: formació, creació, producció, difusió, intercanvis internacionals i suport a l'art emergent amb espais de residència per a artistes.[16]

- El Centre d'Estudis de l'Hospitalet (CEL'H) és una associació cultural sense ànim de lucre, fundada l'any 1984 i sostinguda amb voluntariat, que té entre els seus objectius l'anàlisi i el desenvolupament de la identitat de l'Hospitalet en els seus vessants humans i culturals, potenciar les iniciatives socioculturals vinculades a l'Hospitalet i esdevenir un fòrum de discussió i debat sobre el passat, el present i el futur de la ciutat.

- De manera temporal hi trobem també la Fundació Arranz-Bravo,[17] en un espai habilitat i dissenyat per l'arquitecte Jordi Garcés.[18][19]